# Kilogram Records
Kilogram Records is een Pools platenlabel dat geïmproviseerde muziek en freejazz uitbrengt. Het werd in 2000 opgericht door de Poolse saxofonist en klarinettist Mikolaj Trzaska en diens vrouw. Op het label komen veel albums van hem uit, met allerlei groepen, maar er is ook werk van andere musici en groepen op uitgebracht, zoals Tomasz Gwinciński. het drum-duo Macio Moretti/Paul Wirkus, een trio met onder meer Hasse Poulsen en Mark Sanders en de groep Pole met o.m. Michal Górczyński. Het label is gevestigd in Gdansk.